# 马耳他十字

馬爾他十字

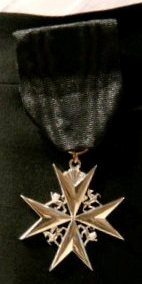
耶路撒冷聖約翰奉獻教團的馬爾他十字徽章

馬爾他十字是醫院騎士團以及馬爾他騎士團所使用的符號，形狀由4個「V」字組成，設計基於第一次十字軍東征時所使用的十字。它是一种纹章十字变体，由16世纪早期的八尖十字形式发展而来。虽然主要与医院骑士团（圣约翰骑士团，现为马耳他主权军事骑士团）有关，并延伸至马耳他岛，但自现代早期以来，它已被广泛使用，特别是阿马尔菲市的圣斯蒂芬勋章、波兰的白鹰勋章（1709年）、普鲁士的功绩勋章（1740年）和巴伐利亚军事功绩勋章（1866年）。
Unicode 在 Dingbats 范围内的代码点 U+2720 (✠) 处定义了一个名为“马耳他十字”的字符； 然而大多数计算机字体将代码点呈现为十字图案。

## 象徵意義
據說8個頂點象徵騎士的8項美德：
- 忠心
- 虔誠
- 誠實
- 勇敢
- 榮耀及榮譽
- 無懼於死亡
- 對窮人與病人伸出援手
- 尊敬教會

而馬爾他十字亦由八個三角形組成，分別代表貴族成員所屬的八個語系團體（實際上是按國籍劃分的群體），分別是奧弗涅、普羅旺斯、法國、阿拉貢、卡斯提亞與葡萄牙、義大利、巴伐利亞，以及英格蘭（包括蘇格蘭與愛爾蘭）。

## 圖集

### 旗幟
| 馬耳他民用旗 |
| 馬耳他民用旗 |

| 馬耳他騎士團旗幟 |
| 馬耳他騎士團旗幟 |

| 聖巴泰勒米旗幟（法语：Drapeau de Saint-Barthélemy） |
| 聖巴泰勒米旗幟           |

### 徽章
| 聖巴泰勒米徽章（法语：Armoiries de Saint-Barthélemy） |
| 聖巴泰勒米徽章           |

## 參閱
- 紋章學
- 十字
- 十字架
- 國王十字

1. ↑  . MaltaUncovered.com.   [2025-07-12] （英国英语）.